# Église Saint-Guinal d'Ergué-Gabéric
L'église Saint-Guinal est l'église paroissiale d'Ergué-Gabéric, dans le département du Finistère, en Bretagne. Construite aux XVIe et XVIIe siècles sous l'invocation de saint Gwenaël, elle est entourée d'un enclos comprenant un ossuaire.
L'ensemble de l'église et son enclos sont classés « monument historique » en 1939.

## Description

### L'église

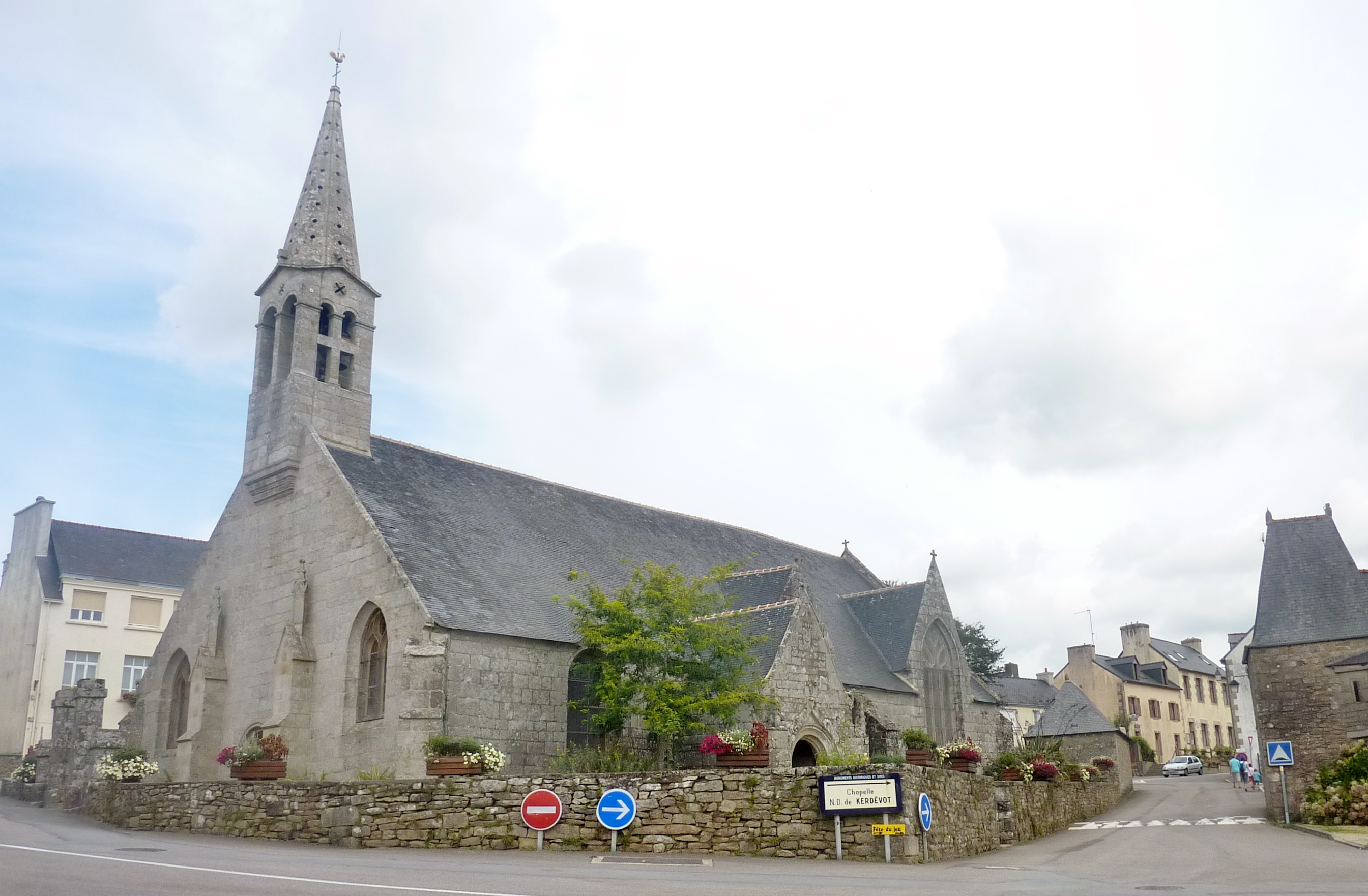
L'église paroissiale Saint-Guinal (XVIe siècle)

Dédiée à saint Gwenaël, dit aussi Saint-Guénal ou Saint-Guinial ou Guinal, elle date du XVIe siècle ; elle a été construite sur les ruines d’un ancien sanctuaire datant du XIIIe siècle et comprend une nef avec des bas-côtés formés de cinq travées d'inégales longueurs et des chapelles dans ses ailes. Le maître-autel possède deux niches contenant des statues de saint Gwenaël et de la Trinité. L'église possède dans des chapelles adjacentes deux retables du XVIIe siècle, un groupe statuaire représentant un Christ en croix entre la Vierge et saint Jean et de nombreuses autres statues représentant sainte Marguerite, saint Michel, sainte Apolline, etc. La maîtresse-vitre du chœur, qui représente la Passion, divisée en douze panneaux retraçant les scènes de la vie et de la mort de Jésus-Christ, date de 1516 et a été restaurée en 1728 ; des armoiries, dont celles de Jean Autret et Marie de Coatanezre, de Jean de Coatanezre et Catherine des Lescus, couronnent le vitrail. Un autre vitrail, situé sur une petite fenêtre, représente saint François d'Assise présentant le donateur François Liziart, seigneur de Kergonan ou Kercouan, agenouillé et couvert d'une armure, ainsi que sa femme présentée par sainte Marguerite. L'église possède un orgue construit vers 1680 par le facteur Thomas Dallam et orné de peintures figurant des anges musiciens ; il a été restauré en 1845 par François Bardouil d'Arzano . L'église est entourée d'un enclos paroissial contenant un ossuaire du XVIIe siècle.

#### Orgue Dallam

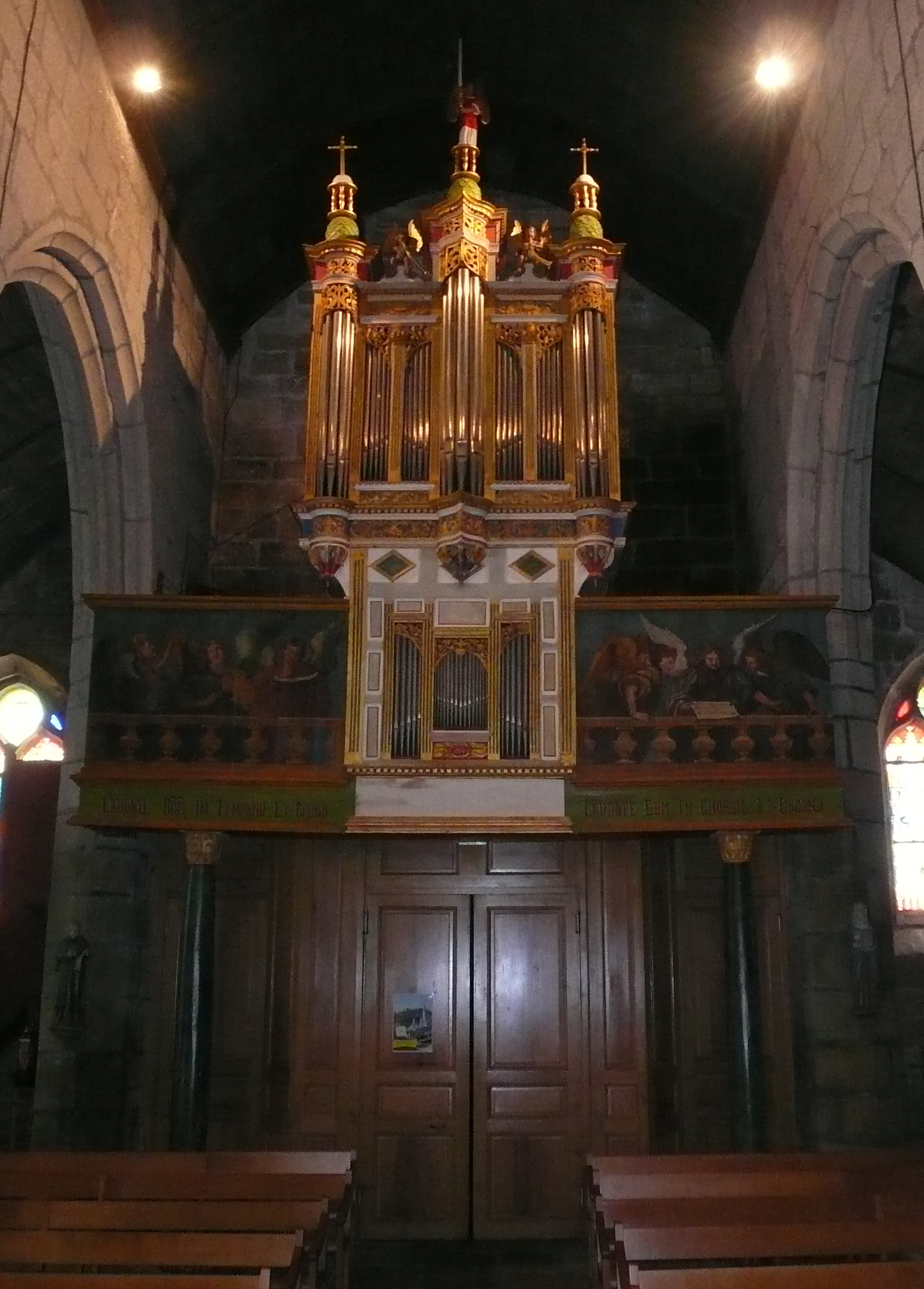
Vue d'ensemble de l'orgue de tribune

La nef accueille un orgue de tribune construit par Thomas Dallam vers 1680.

### L'enclos paroissial

#### L'ossuaire

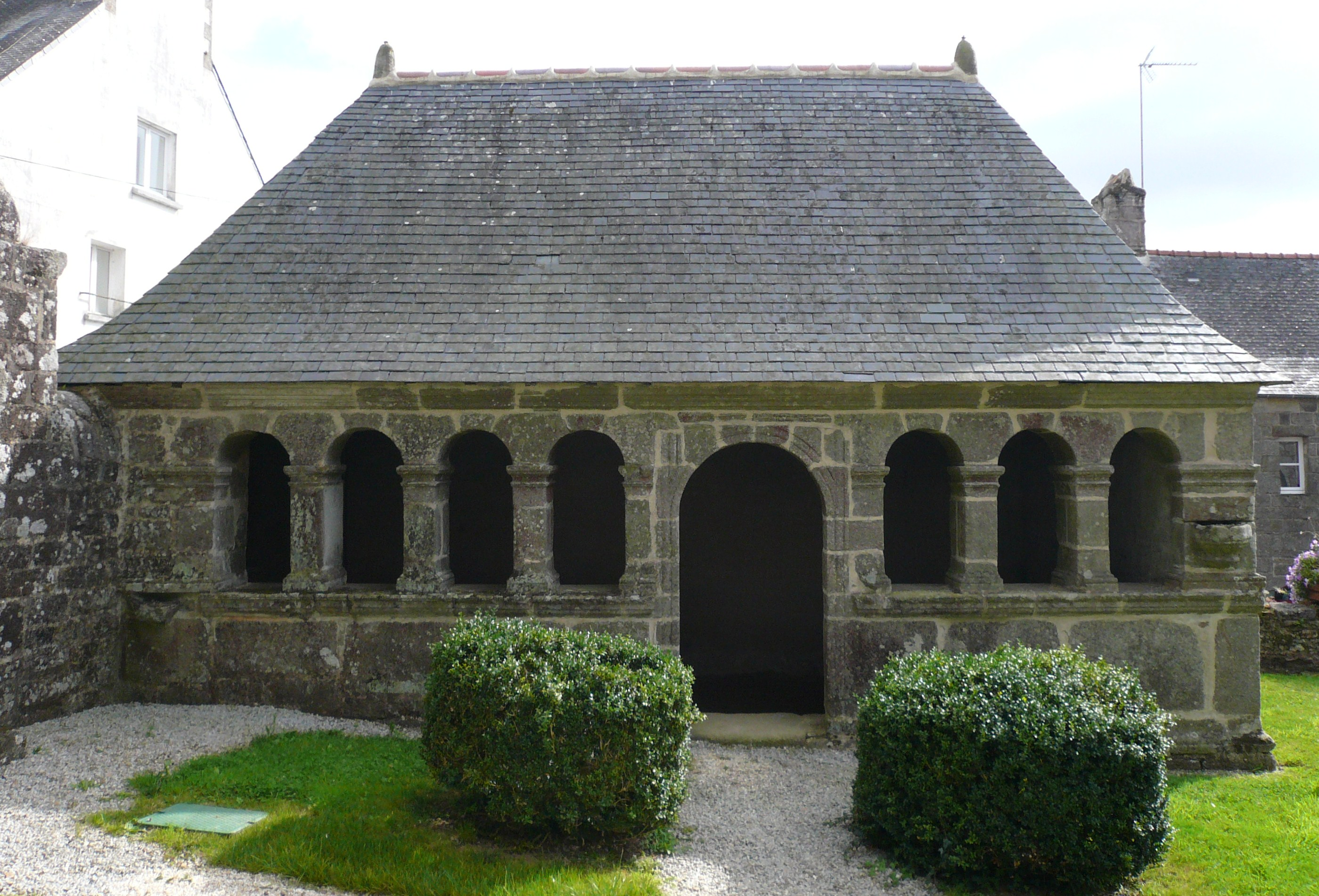
Façade principale de l'ossuaire

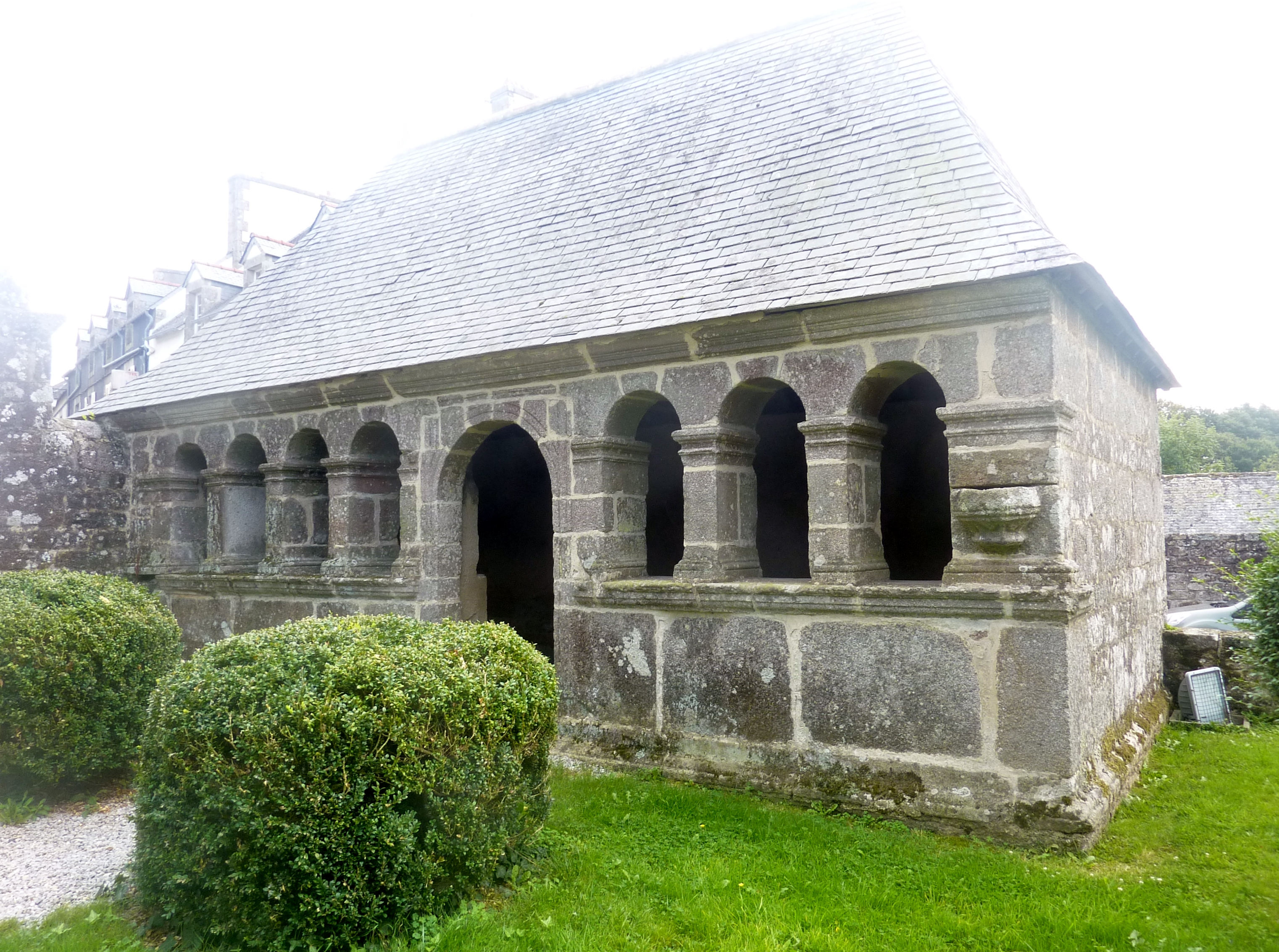
L'ossuaire, dant du XVIIe siècle, situé sur le placître de l'église Saint-Guinal

L'ossuaire est situé dans l'ancien cimetière de l'enclos paroissial et comporte sept baies en plein cintre et une porte. Il a été restauré en 1967. 